# X1
X1 (kor. 엑스원 Ekseuwon) – południowokoreański boysband założony w 2019 roku przez firmę CJ E&M w konsekwencji wyemitowania survivalowego programu Produce X 101 na stacji Mnet. W skład zespołu weszło jedenaście chłopaków wybranych spośród 101 stażystów z różnych firm rozrywkowych: Kim Yo-han, Kim Woo-seok, Han Seung-woo, Song Hyeong-jun, Cho Seung-youn, Son Dong-pyo, Lee Han-gyul, Nam Do-hyon, Cha Jun-ho, Kang Min-hee oraz Lee Eun-sang. Zespół zadebiutował 27 sierpnia 2019 roku z minialbumem Emergency: Quantum Leap pod wytwórnią Swing Entertainment i był współzarządzany przez Stone Music Entertainment.
Członkowie zespołu podpisali kontrakt na pięć lat, ale dochodzenie w sprawie manipulacji głosami Mnetu doprowadziło do wstrzymania ich działalności, a po nieudanych negocjacjach dotyczących przyszłości grupy między poszczególnymi agencjami członków, grupę rozwiązano 6 stycznia 2020 roku.

## Historia

### Przed debiutem:Produce X 101
Grupa X1 powstała w efekcie programu survivalowego Produce X 101, który został wyemitowany na kanale Mnet od 3 maja do 19 lipca 2019 roku. Z początkowych 101 stażystów reprezentujących różne agencje, dziesięciu zostało wybranych z pozostałych 20 stażystów w ostatnim tygodniu programu. Ostatni członek, znany jako „X”, został wybrany spośród pozostałej dziesiątki stażystów na podstawie największej łącznej liczby głosów. Finałowa jedenastka została przedstawiona w ostatnim odcinku, który był transmitowany na żywo 19 lipca 2019 roku.
Przed udziałem w programie wielu członków było już aktywnych w przemyśle muzycznym. Cho Seung-youn zadebiutował jako członek Uniq w 2014 roku. Zadebiutował również jako solowy artysta i producent muzyczny pod pseudonimem Luizy w 2016 roku, zanim zmienił go na WOODZ w 2018 roku. Jest znany z produkcji debiutanckiego utworu z programu Idol Producer „It's Ok”. Kim Woo-seok zadebiutował w zespole UP10TION pod pseudonimem Wooshin we wrześniu 2015 roku, a także w 2016 roku był prowadzącym programu The Show SBS MTV wraz z innym uczestniczką sezonu 1 Produce 101 i byłą członkinią I.O.I – Jeon So-mi. Han Seung-woo zadebiutował jako członek i lider Victon w listopadzie 2016 roku. Lee Han-gyul zadebiutował wcześniej jako członek grupy balladowej IM agencji MBK Entertainment i rywalizował z innymi członkami grupy w programie Idol Rebooting Project: The Unit stacji KBS2, w którym ostatecznie zajął 13. miejsce. Nam Do-hyon, również z MBK, był uczestnikiem programu Under Nineteen stacji MBC jako członek Rap Team, ostatecznie zajmując 42. miejsce. W 2018 roku Kang Min-hee pojawił się w teledysku do piosenki Mad Clowna i Ailee „Thirst”.
Ich umowa miała obowiązywać przez pięć lat od debiutu, przy czym pierwsza połowa kontraktu była umową na wyłączność, co oznaczało, że poszczególni członkowie mogli powrócić do promocji ze swoimi pierwotnymi agencjami po dwóch i pół roku.

### 2019: Debiut i dochodzenie w sprawie manipulacji w głosowaniu
Po programie jedenastu zwycięskich uczestników zadebiutowało pod szyldem wytwórni Swing Entertainment podlegającej pod Stone Music Entertainment, z którą związani byli zwycięzcy Produce 101 Season 2 – Wanna One. Jednakże wskutek pozwu cywilnego wniesionego przeciwko Mnet w związku z zarzutami manipulowania głosami w programie Produce X 101, kilka wytwórni, ko których należeli członkowie zespołu, anulowało swoje umowy z X1 lub zawiesiło je. Niektóre agencje odmówiły podpisania kontraktu do czasu wyjaśnienia zarzutów. Mimo to debiut X1 przebiegł zgodnie z planem.
Przed debiutem, 22 sierpnia 2019 roku, miał swoją premierę reality show X1 Flash za pośrednictwem Mnet. Program pokazywał przygotowania do debiutu grupy. 1 sierpnia ogłoszono, że ich debiutancki album będzie nosił tytuł Emergency: Quantum Leap (kor. 비상: Quantum Leap), a głównym utworem będzie „Flash”, skomponowany przez Score, Megatone i Onestar. Płyta ukazała się 27 sierpnia 2019 roku i tego samego dnia odbył się ich pierwszy showcase w Gocheok Sky Dome. 3 września X1 po raz pierwszy wygrali w programie muzycznym The Show, w tydzień po debiucie. W sumie odnieśli 11 zwycięstw dzięki piosence „Flash”, a ich 11. zwycięstwo miało miejsce 19 września w programie M Countdown.
5 listopada 2019 roku aresztowano Ahn Joon-younga, producenta programu Produce X 101, który później przyznał się do manipulowania rankingami głosowań. W efekcie tego odwołano kilka publicznych wystąpień X1, a Mnet ogłosił, że plany dalszej promocji grupy zostały wstrzymane. 30 grudnia 2019 roku CJ ENM ogłosiło, że członkowie i ich agencje prowadzą dyskusje na temat przyszłości zespołu.

### 2020: Rozwiązanie zespołu
6 stycznia 2020 roku  CJ ENM, Swing Entertainment oraz poszczególne agencje członków zespołu zorganizowały spotkanie, w celu określenia przyszłości grupy. Po naradzie odbyło się tajne głosowanie, w którym uczestniczyły agencje członków. Uzgodniły przed głosowaniem, że grupa może kontynuować działalność tylko wtedy, gdy zostanie osiągnięta jednomyślna zgoda, w przeciwnym razie grupa się rozpadnie. Cztery agencje głosowały za kontynuacją, cztery za rozwiązaniem, a głos jednej z nich był niejasny, więc ostatecznie został odrzucony. W ten sposób ustalono, że zespół zostanie rozwiązany.

## Członkowie
- Kim Yo-han (kor. 김요한)
- Kim Woo-seok (kor. 김우석)
- Han Seung-woo (kor. 한승우) – lider
- Song Hyeong-jun (kor. 송형준)
- Cho Seung-youn (kor. 조승연)
- Son Dong-pyo (kor. 손동표)
- Lee Han-gyul (kor. 이한결)
- Nam Do-hyon (kor. 남도현)
- Cha Jun-ho (kor. 차준호)
- Kang Min-hee (kor. 강민희)
- Lee Eun-sang (kor. 이은상)

## Dyskografia

### Minialbumy
- Emergency: Quantum Leap (2019)